# Grb Občine Brezovica
Grb Občine Brezovica je upodobljen na ščitu, ki ima srebrno podlago. Ščit, deljen s trnasto delitvijo ima črno dno. Izza srednjega trna raste na sredini navpično proti vrhu ščita breza. Srebrno deblo, okrašeno z izmeničnim nizom osemnajstih horizontalnih, klinasto upodobljenih črnih lis je simetrično glede na vertikalo. Iz debla raste v desno in levo po en niz poševno visečih brezovih vej tako, da imata spodnji in zgornji par vej po en list na svojem koncu, vmesni trije pari vej imajo po en list sredi in po enega na koncu veje. Tako so upodobljeni štirje vertikalni nizi listov, od katerih imata torej niza ob deblu po pet, niza ob straneh pa po tri liste. 
Iz zunanjega trna nad črnim dnom ščita raste simetrično navzven po en močvirski tulipan, ki ima črno steblo in po en zelen sabljast list, ki je upognjen proti brezovemu deblu. Cvetova tulipanov sta rdeče barve, obrnjena pa sta proti tlom pod zunanjim listom drugega para vej. 
Zlati trak, ki ga nosi ščit na svojih zunanjih robovih, lahko služi le kot grbovni okras.